# جيمس جوردن (موزع)
جيمس جوردن (بالإنجليزية: James Jordan)‏ هو موزع أمريكي، ولد في 1953.

## وصلات خارجية
- جيمس جوردن على موقع ميوزك برينز (الإنجليزية)